# (30719) Isserstedt
(30719) Isserstedt est un astéroïde de la ceinture principale.

## Description
(30719) Isserstedt est un astéroïde de la ceinture principale. Il fut découvert le 13 septembre 1963 à Tautenburg par Karl W. Kamper. Il présente une orbite caractérisée par un demi-grand axe de 3,08 UA, une excentricité de 0,21 et une inclinaison de 15,6° par rapport à l'écliptique.

## Compléments